# Élection présidentielle malgache de 2013
L'élection présidentielle malgache de 2013 se déroule le 25 octobre pour le 1er tour et le 20 décembre pour le second tour.

## Contexte
Après avoir été annoncées le 8 mai 2013 pour le 1er tour et le 3 juillet pour le second,, la Commission électorale nationale indépendante pour la transition (CENI-T) reporte le scrutin du 1er tour de la présidentielle au 24 juillet et le deuxième tour au 25 septembre. Une controverse politico-juridique s'ensuit après la publication de la liste officielle des candidats admis à se présenter. C'est alors le gouvernement de transition qui décide de reporter le 1er tour de la présidentielle au 23 août, la date de l'éventuel second tour demeure inchangée au 25 septembre. 
Après la publication définitive de la liste des candidats autorisés à se présenter, la CENI-T décide de fixer le 1er tour de la présidentielle au 25 octobre et le 2e tour au 20 décembre 2013, le même jour que des élections législatives.

## Modalités
Le président de la République de Madagascar est élu pour un mandat de cinq ans au scrutin uninominal majoritaire à deux tours. Les candidats qui veulent se présenter à cette élection doivent satisfaire aux conditions de la Constitution de Madagascar.

## Candidats

### Dépôts de candidature
Les dossiers de candidature doivent être déposés entre le 8 et le 28 avril 2013 auprès de la Cour électorale spéciale.
Le 8 avril, Hajo Andrianainarivelo, Jean Lahiniriko et Roland Ratsiraka sont les premiers à déposer leurs dossiers de candidature.
Le 13, c'est au tour de Pierrot Rajaonarivelo, de Jean-Louis Robinson, et de Vahombey.
Le 15, Saraha Georget Rabeharisoa est la première femme à se lancer dans la course. Puis c'est au tour de Jean-Pierre Rakoto, de Sylvain Rabetsaroana de la Plateforme nationale des jeunes (PNJ-Mazava). Le 21, Brigitte Rasamoelina est la deuxième femme à déposer son dossier de candidature du parti Ampela Manao Pôlitika (AMP).
Avec Julien Razafimanazato, candidat du parti Eto Sehatry ny Daholo be, Laza Razafiarison du parti Avotra ho an’ny firenena, Camille Vital qui se dit « sans parti », Roindefo Monja et Joseph Martin Andriamampionona, sans parti connu, ce sont alors quinze candidats qui se sont déclarés.
Le 21, quatre autres candidats déposent leur dossier de candidature : Lalao Rakotonirainy, épouse de l'ancien président en exil Marc Ravalomanana, Avoko Rakotoarijaona, Ny Rado Rafalimanana et Roger Kolo.
Le 26, c'est au tour de Guy Rakotomaharo Rajemison du parti MAMAFISOA, du Dr Rolland Etienne Jules du parti Madagasikara Fivoarana (MaFi), de Jean Eugène Voninahitsy du parti Les Autres Sensibilités (Les As), de Clément Razafisolo Ravalisaona du parti Antoko Miombon'Ezaka (AME) et de Sabine Harivola Ramamonjy de déposer leur dossier.
Le lendemain ce sont Alain Tehindrazanarivelo du parti  Ezaka Nasionaly Iarahana (enina), Patrick Rajaonary, Fleury Rabarison Lezava, l'ancien président Didier Ratsiraka, Marcel Fleury Rakotomalala, Mickael Bréchard Dofo et Tabera Randriamanantsoa qui se déclarent.
Enfin le 28, ce dernier jour voit l'enregistrement de dix-huit dossiers de candidature supplémentaires : William Noelson, James Francklin Rakotomahanina, Guy Ratrimoarivony, Malala Savaron, Richard Rakotofiringa Razafy, Ratsimbalson Faharo, Stephan Narison, Roseline Emma Rasolovoahangy, Fetison Rakoto Andrianirina, William Ratrema, Dolin Rasolosoa, Zefania Mbohoazy, Patrick Raharimanana, Hasina Rakotoaritsifa, Freddy Tianasoa, Andriamparany Radavidson, Ndakana Antony et de Edgard Razafindravahy.
Après avoir annoncé le 15 janvier qu'il renonçait à se présenter à l'élection, le président de la Transition Andry Rajoelina déclare le 3 mai qu'il briguera sa propre succession à la présidence de la République.

### Candidatures validées
Parmi les 49 candidats qui ont déposé leur dossier de candidature,,, la Cour électorale spéciale (CES) publie le 3 mai 2013 la liste des candidats admis à participer au premier tour. Le 5 mai 2013 est procédé au tirage au sort pour définir l'ordre d'apparition des candidats sur le bulletin unique et les panneaux d'affichage officiels.
Le revirement d'Andry Rajoelina et la validation des candidatures de Didier Ratsiraka et de Lalao Ravalomanana provoquent la déception de la France. Une partie des candidats conteste également cette décision : ainsi, le 21 juin, un collectif de 21 candidats annonce son retrait de l'organisation de l'élection tant que ces candidats participent ; il leur est reproché de ne pas avoir respecté les conditions de dépôt des candidatures, Ratsiraka et Ravalomanana n'ayant pas résidé dans le pays dans les six mois qui précédent l'élection et le chef de la Haute Autorité de la transition ayant présenté sa candidature hors délai. Le 13 juillet, la Communauté de développement d'Afrique australe (SADC), par le biais de son médiateur Joacquim Chissano, annonce des sanctions contre le pays si ces candidats ne se sont pas retirés d'ici la fin du mois. Le 17 août, la cour électorale retire ces candidatures controversées, cinq autres candidatures sont également annulées ; il ne reste alors que 31 candidats.
En remplacement de l'invalidation de leurs candidatures respectives, les candidats Kolo Roger et Jules Étienne proposent Hery Rajaonarimampianina comme candidat de substitution et devient ainsi le dernier sur la liste des candidats retenus à concourir à l'élection présidentielle.

## Premier tour
À l'issue du premier tour le 25 octobre, Jean-Louis Robinson et Hery Rajaonarimampianina sont qualifiés pour le second tour, emportant respectivement 21,16 % et 15,85 % des voix.

## Second tour
Le second tour se déroule dans le calme le 20 décembre, en même temps que les élections législatives. Le 27 décembre, après le dépouillement de 70 % des bulletins de vote, Hery Rajaonarimampianina arrive en tête avec 51,54 % des voix. Le 17 janvier 2014, il est officiellement proclamé président de la République par la Cour électorale spéciale, avec 53,49 % des suffrages exprimés, contre 46,51 % pour Jean-Louis Robinson.

## Résultats détaillés

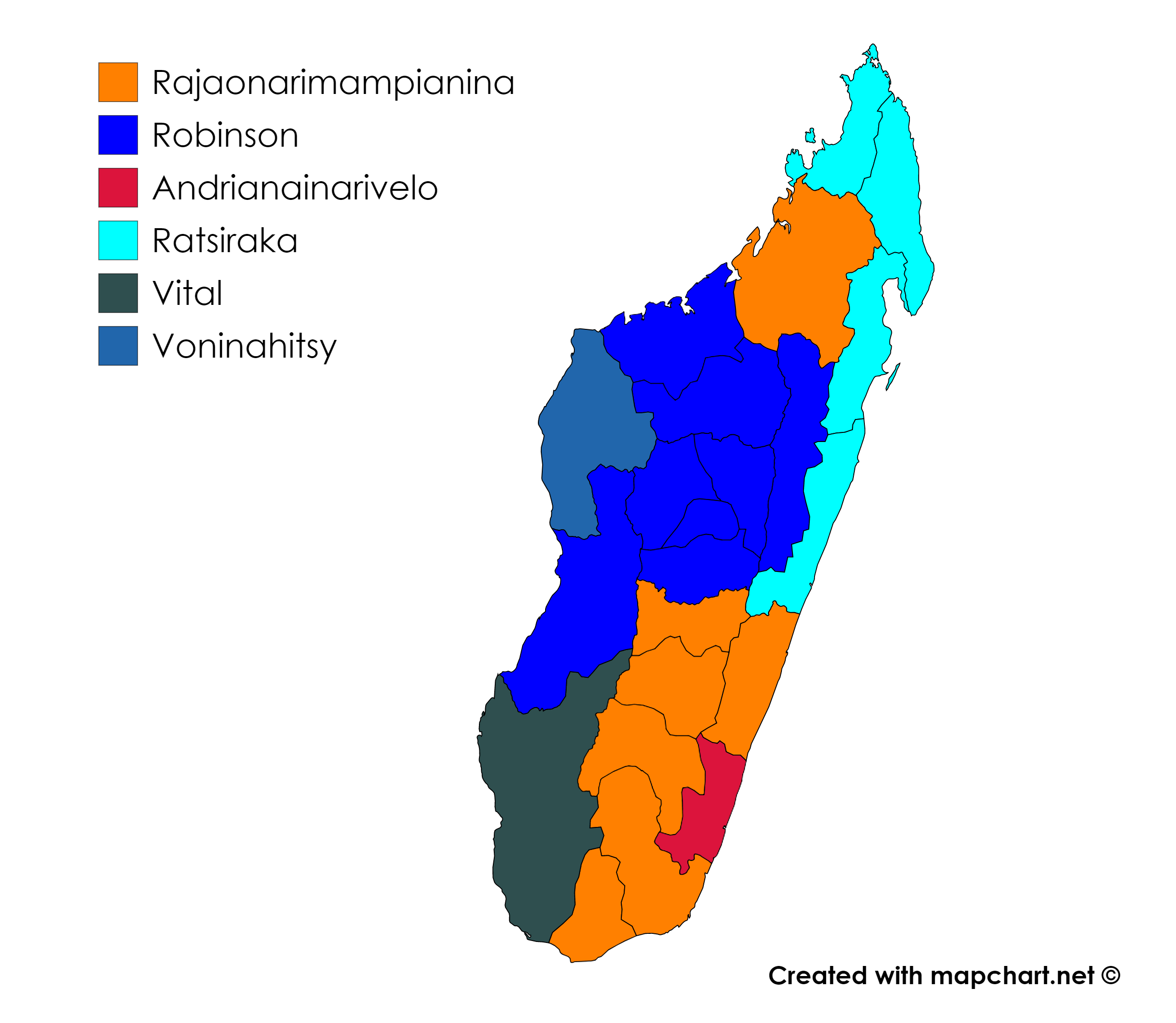
Candidat arrivé en tête au premier tour par région malgache.

| Candidat                              | Parti                    | Votes     | %      | Votes     | %      |
| ------------------------------------- | ------------------------ | --------- | ------ | --------- | ------ |
| Hery Rajaonarimampianina              | HVM                      | 721 206   | 15,93  | 2 060 124 | 53,49  |
| Jean-Louis Robinson                   | AVANA                    | 955 534   | 21,10  | 1 791 336 | 46,51  |
| Hajo Andrianainarivelo                | Malagasy Miara Miainga   | 476 153   | 10,51  |           |        |
| Roland Ratsiraka                      | MTS                      | 407 732   | 9,00   |           |        |
| Albert-Camille Vital                  | Hiaraka Isika            | 310 253   | 6,85   |           |        |
| Saraha Georget Rabeharisoa            | Parti Vert               | 203 699   | 4,50   |           |        |
| Edgard Razafindravahy                 | Tanora Gasy Vonona       | 197 081   | 4,35   |           |        |
| Pierrot Rajaonarivelo                 | MDM                      | 121 999   | 2,69   |           |        |
| Joseph Martin Randriamampionona       | RTM (Dadafara)           | 105 184   | 2,32   |           |        |
| Benjamin Radavidson Andriamparany     | FFF                      | 100 890   | 2,23   |           |        |
| William Ratrema                       | GAM/PATRAM               | 96 715    | 2,14   |           |        |
| Jean Eugène Voninahitsy               | LES AS                   | 96 547    | 2,13   |           |        |
| Julien Razafimanazato                 | ESD                      | 72 875    | 1,61   |           |        |
| Roindefo Monja                        | MONIMA                   | 68 563    | 1,51   |           |        |
| Brigitte Ihantanirina Rabemananantsoa | AMP                      | 62 652    | 1,38   |           |        |
| Willy Sylvain Rabetsaroana            | PNJ Mazava Sylvain       | 57 829    | 1,28   |           |        |
| Clément Zafisolo Ravalisaona          | AME                      | 52 083    | 1,15   |           |        |
| Rakoto Andrianirina Fetison           | RDS                      | 49 599    | 1,10   |           |        |
| Tabera Randriamanantsoa               | KINTANA                  | 40 253    | 0,89   |           |        |
| Laza Razafiarison                     | Avotra Ho An'ny Firenena | 39 952    | 0,88   |           |        |
| Jean Lahiniriko                       | KML                      | 39 648    | 0,88   |           |        |
| Patrick Rajaonary                     | Vonjeo Madagasikara      | 38 934    | 0,86   |           |        |
| Rakotomaharo Rajemison                | MAMAFISOA                | 38 827    | 0,86   |           |        |
| Roland Dieudonne Rabeharison          | FAMA                     | 32 157    | 0,71   |           |        |
| Djacoba Alain Tehindrazanarivelo      | ENNA                     | 25 974    | 0,57   |           |        |
| Faharo Ratsimbalson                   | Independent              | 24 536    | 0,54   |           |        |
| Patrick Raharimanana                  | Vitatsika Io             | 19 684    | 0,43   |           |        |
| Mickaël Brechard Dofo                 | MIM                      | 15 538    | 0,34   |           |        |
| William Noelson                       | MITM                     | 14 096    | 0,31   |           |        |
| Lezava Fleury Rabarison               | HARENA                   | 11 347    | 0,25   |           |        |
| Guy Ratrimoarivony                    | HOP                      | 10 913    | 0,24   |           |        |
| Jean Pierre Rakoto                    | RJP                      | 9 965     | 0,22   |           |        |
| Freddy Tinasoa                        | OBAMA                    | 9 971     | 0,22   |           |        |
| Votes blancs/invalidés                | Votes blancs/invalidés   | 303 277   | –      | 191 786   | —      |
| Total                                 | Total                    | 4 831 666 | 100,00 | 4 043 246 | 100,00 |
| Inscrits/Participation                | Inscrits/Participation   | 7 823 305 | 61,76  | 7 971 790 | 50,72  |
| Source: CENIT, HCC                    |                          |           |        |           |        |

## Analyse
Cette élection est celle où les dépenses électorales, rapportées au nombre de voix obtenues, ont été les plus élevées au monde. Le candidat élu, Hery Rajaonarimampianina aurait dépensé 43 millions de dollars pour sa campagne, soit 21,5 $ par voix obtenue, quasiment le double du montant par électeur pour l'élection de Donald Trump aux Etats-Unis en 2016, et quinze fois plus que l'élection présidentielle française.